# Раднички 1923
Футбольний клуб Раднички 1923 або просто Раднички 1923 (серб. Фудбалски клуб Раднички 1923) — професійний сербський футбольний клуб з міста Крагуєваць. Одна з основних частин Спортивного Товариства Раднички Крагуєваць. Назва клубу «Раднички» в перекладі з сербської означає «Трудящі», вона підкреслює зв'язок клубу з робітничими рухами в Сербії на початку 20 століття.

## Досягнення
- Друга ліга чемпіонату Югославії з футболу
  -  Чемпіон (2): 1969, 1974

- Перша ліга чемпіонату Сербії з футболу
  -  Чемпіон (1): 2010

- Чемпіонат субасоціації Крагуєваць з футболу
  -  Чемпіон (4): 1935, 1936, 1938, 1939

## Відомі гравці
Щоб потрапити до цього розділу гравець має відповідати хоча б одному з нижче вказаних критеріїв
- Зіграти принаймні 100 матчів у вищому дивізіоні сербського чемпіонату.
- Зіграти принаймні 80 матчів у складі команди.
- Протягом свого перебування в клубі встановити клубний рекорд або виграти індивідуальну нагороду.
- Зіграти принаймні один матч у футболці національної збірної.

| - Винко Бегович - Предраг Джорджевич - Срболюб Кривокуча - Жарко Оларевич - Сава Паунович - Александар Стоянович - Івиця Краль - Ненад Лалатович - Данко Лазович - Боян Малишич | - Станимир Милошкович - Радован Радакович - Зоран Радославлєвич - Джордже Ракич - Предраг Спасич - Саша Стеванович - Філіп Костич - Лука Миливоєвич - Неманья Томич | - Александар Косорич - Момчило Стоянович - Ненад Ерич - Драган Чадиковський - Тоні Якимовський - Владімір Божович - Марко Симич - Ан Іл Бом - Рі Кванг-Іл |

## Відомі тренери
- Бахрія Хаджич (2008)
- Славко Воїчич (2008–2009)[2]
- Слободан Стачевич (2009)
- Владо Чапльїч (1 липня 2010 – 30 червня 2011)
- Славенко Кузелєвич (7 липня 2011 – 2 жовтня 2012)
- Деян Джурджевич (3 жовтня 2012 – 22 квітня 2013)
- Драголюб Беквалац (24 квітня 2013 – 30 червня 2013)
- Радмило Іванчевич (1 липня 2013 – 13 березня 2014)
- Предраг Ристанович (18 березня 2014–2014)
- Неско Милованович (2014–2015)
- Ненад Лалатович (2022)